# Roè Volciano
Roè Volciano is een gemeente in de Italiaanse provincie Brescia (regio Lombardije) en telt 4352 inwoners (31-12-2004). De oppervlakte bedraagt 5,8 km², de bevolkingsdichtheid is 835 inwoners per km².

## Demografie
Roè Volciano telt ongeveer 1786 huishoudens. Het aantal inwoners steeg in de periode 1991-2001 met 12,7% volgens cijfers uit de tienjaarlijkse volkstellingen van ISTAT.
| Jaar | Inwoneraantal |
| ---- | ------------- |
| 1991 | 3706          |
| 2001 | 4177          |

## Geografie
Roè Volciano grenst aan de volgende gemeenten: Gavardo, Salò, Villanuova sul Clisi, Vobarno.